# لي لوري
لي لوري (بالألمانية: Lee Lawrie)‏ (و. 1877 – 1963 م) هو نَحّات من ألمانيا . ولد في Neukölln .

## التعليم
تعلم في جامعة ييل

## أعمال بارزة
من أهم أعماله:
- Eternal Light Peace Memorial
- Atlas.